# Antonomázia
Az antonomázia terminust eredetileg a retorikában használták, majd meghonosodott a stilisztikában is, valamint a nyelvészetben is használatos lett. Eredeti és általános értelmében olyan szókép, amelyben köznevet használnak tulajdonnév helyett, vagy fordítva, tulajdonnevet köznév helyett. Egyes szerzők autonomáziának tekintik a tulajdonnév helyett használt körülírást is.
Akárcsak a többi szóképet, az antonomáziát is már az ókorban használták szónoklatokban, irodalmi művekben és egyéb különféle írásokban. A terminus maga ógörög szó (az ἀντονομάζειν antonomazein ’különböző szóval megnevezni’ igéből képzett ἀντονομασία antonomaszia). Magyar megfelelője „névhelyettesítés” vagy „névcsere” lehetne. Jelenleg is az antonomázia termékeny szókép, főleg a sajtóban.

## Az antonomázia fajtái
Az antonomáziatípusok elsősorban aszerint különböznek, hogy köznév vagy tulajdonnév vesz bennük részt. Az előbbieket Kemény 2014 névfelidézőknek vagy névhelyettesítőknek nevezi, az utóbbiakat pedig fogalomfelidézőknek vagy fogalomhelyettesítőknek, bár olyanok is vannak, amelyekben tulajdonnevet használnak egy másik tulajdonnév helyett, pl. a San Francisco-ra használt the Paris of de West ’A Nyugat Párizsa’.
Abból a szempontból, hogy milyen viszonyban van egyéb szóképekkel, van metaforaszerű, azaz hasonlóságon alapuló antonomázia és metonímiaszerű, vagyis anyagbeli érintkezésen vagy ok–okozati kapcsolaton alapuló, beleértve az utóbbi alfajaként a szinekdochét is, mely a rész-egész viszonyon alapszik.

### Metaforaszerű és képes elem nélküli antonomáziák
Egyszerű metaforaként használt köznév tulajdonnév helyett gyakori a mindennapi beszédben is, megszólításként a megszólított neve helyett, pl. galambom, (franciául) ma puce ’bogaram’ (szó szerint ’bolhám’).
A metafora lehet körülíró is: a magyar tenger ’a Balaton’, a fekete Mozart ’Joseph Boulogne’  (színes bőrű francia zeneszerző a 18. században), (franciául) Un virtuose viennois n’est pas du voyage : Mathias Sindelar, le « Mozart du football », a été éconduit ’Egy bécsi virtuóz nem utazik: Mathias Sindelart, »a labdarúgás Mozartját« elutasították.’
Körülírás anélkül is lehet antonomázia, hogy képi elemet tartalmazna, tehát anélkül, hogy metafora lenne: a Naprendszer negyedik bolygója ’a Mars’, (franciául) le vainqueur de Darius ’Dáriusz legyőzője’ (Nagy Sándor), (angolul) the eternal city ’az örök város’ ’Róma’.

### Metonímiaszerű antonomáziák
A tulajdonnév helyett használt köznév lehet metonímia vagy szinekdoché, az előbbi alfaja:
- személyiségek megnevezése, mint a Megváltó ’Jézus Krisztus’, a korzikai ’Napóleon’, a Vaslady ’Margaret Thatcher’,[12] (franciául) l’Orateur ’a Szónok’ ’Marcus Tullius Cicero’,[13] (angolul) the Almighty ’a Mindenható’ ’Isten’;[1]
- olyan megszólítások, mint egyetlenem;[12]
- becenevek, mint a labdarúgócsapatokra használtak: a gallkakasok ’a francia labdarúgó-válogatott’, a kék-fehérek ’az Újpest FC’,[12] (franciául) les (maillots) bleus ’a kék mezesek, a kékek’ ’a francia válogatott’.[14]

Metonímiaszerűek a fogalomfelidéző antonomáziák is. Szűkebben az individuum pro specie (egyedítő) szinekdoché kategóriájához tartoznak, tulajdonnévvel nevezve meg köznevet, pl. Háry János ’hazudós, dicsekvő ember’, Washington ’az amerikai kormányzat’, (franciául) un Picasso ’egy Picasso(-festmény)’.

## Az antonomázia jelentése
Az antonomázia jelentése szorosan függ a szituációs kontextustól, főként ennek kulturális összetevőjétől, ugyanis csak akkor van jelentése a közlés címzettje részére, ha ennek ugyanazok az ismeretei vannak meg az antonomázia elemeiről, és arról, amire utal, mint a közlés kibocsátójának. Ebben az értelemben az antonomázia lehet hosszabb vagy rövidebb életű, azaz csak bizonyos történelmi időszakban van jelentése. Például a 15. századbeli Franciaországban a le philosophe ’a filozófus’ alatt Arisztotelészt értették, mivel csak őt tanították az iskolákban, miközben ma „a filozófus” már nem lehet antonomázia.
A tulajdonnévnek mint olyannak nincs lexikális jelentése, de antonomáziában fogalmi tartalmat kap és kategóriát állapít meg, annak nyomán, hogy lexikalizálódásnak indul. Ez a folyamat fokozatos, attól a stádiumtól tart, amelyben jelentése szorosan kötődik az eredeti tulajdonnévhez, addig a stádiumig, amelyben ez a kötődés esetleg teljesen eltűnik a nyelvhasználók tudatából.
A tulajdonnév lexikalizálódási foka attól is függ, hogy az antonomázia metaforaszerű-e vagy metonímiaszerű. A metaforikus antonomáziában használt tulajdonnév soha sem veszíti el tulajdonnévi jellegét, csak különleges jelentést kap. Ez magába foglalja azt, ami a beszélők tudatában él róla. Például a fentebb említett a labdarúgás Mozartja antonomáziában Mozart a virtuozitást jelenti, és egyének egész olyan kategóriáját képviseli, akiknek megvan ez a minőségük.
A metonimikus antonomáziában köznév helyett használt tulajdonnevek esetében jobban látszanak a lexikalizálódás fokai. Olyanok jelentése, mint a fentebb említett Mohács ’a mohácsi csata’ (átvitt értelemben ’megsemmisítő vereség’, általánosabb jelentésként pedig ’megszégyenülés’), Háry János ’hazudós, dicsekvő ember’; quislingek ’kollaboránsok, hazaárulók’; figaró ’borbély’, kötődik a tulajdonnévhez, bár egyesek, mint az utóbbi kettő, lexikalizálódottabbak az előbbieknél, ugyanis köznevek lettek. Ez a kötődés megmarad a művek neve helyett használt azok alkotóinak a neve esetében is, mint a fentebb említett ’egy Picasso’ példában.
Ezekkel ellentétben vannak olyan, a nyelvtörténetben viszonylag régen keletkezett antonomáziák, amelyek teljesen lexikalizálódtak, semmiféle kötődésük sem lévén már a beszélők tudatában az eredeti tulajdonnévvel. Például a francia ajkúak többsége nem tudja, hogy a ’róka’ francia megfelelője, renard, a középkori Róka-regény-nek Renart főhőse nevéből származik, amely helyettesítette az előtte használt ófrancia goupil szót.
Ugyancsak teljesen köznévvé vált számos olyan közhasználati cikk neve, amely személynévből, helységnévből vagy kereskedelmi márka nevéből származik: (franciául) poubelle ’szemétgyűjtő’ [Eugène René Poubelle (1831-1907), Párizs prefektusa nevéből, aki elrendelte a használatát], camembert (Camembert helység nevéből, ahol ezt a sajtfélét készítik), (angolul) és (franciául) jersey (Jersey szigetéről származó szövetféle neve), sandwich ’szendvics’ (John Montagu, Sandwich negyedik grófja nevéből, akiről az a hiedelem terjedt el, hogy ő találta fel), (románul) drujbă (a láncfűrész köznyelvi neve, az orosz Družba márkanévből).

## A lexikalizálódással járó jelenségek
Az antonomázia a nyelvészet kutatási tárgya is lett, főleg a tulajdonnév lexikalizálódási folyamata miatt, ami a szókészlet egyik gyarapodási forrása. Az ilyen tulajdonnév iránt nemcsak a szemantika, a lexikológia és a lexikográfia érdeklődik, hanem a nyelvtan is, amennyiben alaktani és mondattani vonásokat vesz fel a lexikalizálódás nyomán.
A tulajdonnév köznévvé válása többféle grammatikai jelenséggel jár. Az egyik ilyen az, hogy a szó toldalékokat vesz fel, például a magyar nyelvben birtokos személyjelt (a Kárpátok Maradonája ’Gheorghe Hagi’), vagy a többes szám jelét: quislingek.
Egyéb nyelvekben is megvan ez a jelenség. Az angolban a többes szám -s jelének felvétele általános és kötelező: Edisons and Marconis may thrill the world with astounding novelties ’Lehetséges, hogy Edisonok és Marconik fogják elképesztő újdonságokkal felvillanyozni a világot’. A franciában, mivel ez a jel (szintén -s) többnyire nem hallatszik, csak írott, a grammatikák csupán ajánlásokat tartalmaznak róla, ezért olykor megvan írásban, máskor nem. Példák: les Mécènes ’a mecénások’, de Un Auguste aisément peut faire des Virgile ’Egy Augusztusz könnyen tud csinálni Vergíliuszokat’ (Nicolas Boileau, I. levél). A tulajdonnévből származó tárgyak és termékek nevei mind felveszik az -s-t, mivel teljesen lexikalizálódottak, de az alkotóik nevével megnevezett művek nevének esetében szintén ingadozás van. Egyes grammatikák mindkét alakot elfogadják: J’ai deux Virgile/Virgiles ’Két Vergíliusz-művem van’.
Egy másik lexikalizálódással járó jelenség az, hogy a nyelvtani nemmel rendelkező nyelvekben úgy a metaforikus, mint a metonimikus antonomáziában használt tulajdonnév is rendelkezik a nem kategóriájával. Egy olyan nyelvben, mint amilyen a francia, a személyre használt személynév neme a megfelelő személy nemével azonos, pl. a fentebb említett le Mozart du football (hímnem), valamint un Harpagon (hímnem) ’egy Harpagon’, une Pénélope (nőnem) ’egy Pénelopé’. A tárgyat vagy terméket megnevező antonomázia esetében nincs ilyen függőség: du macadam (hn.) ’makadám’, une poubelle (nn.) ’szemétgyűjtő’.
Mondattani vonása az antonomáziában használt tulajdonnévnek a determinánssal és/vagy jelzővel való használata:
- határozatlan névelővel: egy Arisztarkhosz[26] kellene ide,[12] (franciául) un Lourdes sur deux jambes ’egy lábon járó Lourdes’;[27][28]
- határozott névelővel: (franciául) les Cassandres ’a Kasszandrák’;[29][30]
- mutató determinánssal: (franciául) ces Rambos ’ezek a Rambók’;[30][31]
- birtokos determinánssal: (franciául) ma véritable Sorbonne ’az igazi Sorbonne-om’;[30][32]
- határozatlan determinánssal: (franciául) aucun Newton de l’informatique ne saura déduire […] ’egyetlen informatika Newtonja[33] sem fogja tudni kikövetkeztetni […]’;[30]
- jelzővel: barátunk igazi Don Quijote[34] volt, ez a férfi valóságos Casanova,[12][35] (franciául) le Chopin du twist ’a tviszt Chopinje’.[36][37]

A tulajdonnév lexikalizálódási fokára vall az írása is. A kis kezdőbetűvel írottak többnyire lexikalizálódottabbak, mint a többiek. Megfigyelhető ingadozás is ebben a tekintetben. Például a francia helyesírásban nincsenek erre vonatkozó pontos szabályok, csak ajánlások. ’Egy Mecénás’ megtalálható un Mécène-ként, de un mécène-ként is. A közhasználati cikkek esetében általában a kis kezdőbetű a jellemző (lásd fentebb), viszont a műalkotást megnevező alkotóneveket mindig nagy kezdőbetűvel írják: les Raphaëls du Vatican ’a vatikáni Raffaello-festmények’.

### Közvetlen források
- (románul) Academia Română (Román Akadémia). Institutul de lingvistică „Iorgu Iordan” („Iorgu Iordan” nyelvészeti intézet). Dicționarul explicativ al limbii române (A román nyelv értelmező szótára). 2. kiadás. Bukarest: Univers Enciclopedic. 2009; online: Dexonline. DEX '09 (Hozzáférés: 2018. január 31)
- (angolul) Bussmann, Hadumod (szerk.) Dictionary of Language and Linguistics Archiválva 2022. január 23-i dátummal a Wayback Machine-ben (Nyelvi és nyelvészeti szótár). London – New York: Routledge. 1998. ISBN 0-203-98005-0 (Hozzáférés: 2018. január 31)
- (románul) Constantinescu-Dobridor, Gheorghe. Dicționar de termeni lingvistici (Nyelvészeti terminusok szótára). Bukarest: Teora, 1998; az interneten: Dexonline. DTL (Hozzáférés: 2018. január 31)
- (franciául) Dubois, Jean et al. Dictionnaire de linguistique (Nyelvészeti szótár). Párizs: Larousse-Bordas/VUEF. 2002 (Hozzáférés: 2023. május 4.)
- (franciául) Haïk, Isabelle. Les métonymies verbales (Az igei metonímiák). L’information grammaticale, 2013 október. 44–50. o. (Hozzáférés: 2018. január 31)
- Kemény Gábor. Az antonomázia helye a nyelvi képek családjában.

1. rész. Magyar nyelv. 110. évf. 2014. ősz. 3. sz. 257–265. o. (Hozzáférés: 2018. január 31)
2. rész. Magyar nyelv. 110. évf. 2014. tél. 4. sz. 385−393. o. (Hozzáférés: 2018. január 31)
- (franciául) Larousse. Dictionnaire de français (Francia értelmező szótár) (Hozzáférés: 2018. január 31)
- (franciául) Leroy, Sarah. Entre identification et catégorisation, l'antonomase du nom propre en français (Azonosítás és kategorizálás között. Tulajdonneves antonomázia a francia nyelvben). Doktori disszertáció. Monpellier: „Paul Valéry” – Montpellier III egyetem. 2001 (Hozzáférés: 2018. január 31)

### Közvetett források
- (franciául) Beauzée, N. Grammaire générale ou exposition raisonnée des éléments nécessaires du langage, pour servir de fondement à l’étude de toutes les langues (Általános grammatika avagy a nyelv szükséges elemeinek racionális bemutatása abból a célból, hogy alapjaként szolgáljon minden nyelv tanulmányozásának). Stuttgart–Bad Cannstatt: F. Frommann. 1974 (első kiadás 1767)
- (franciául) Dauzat, A. Grammaire raisonnée de la langue française (A francia nyelv racionális grammatikája). Lyon: I.A.C. 1948
- (franciául) Fontanier, P. Les Figures du discours (A szóképek). Párizs: Flammarion. 1968 (1. kiadás 1830)
- (franciául) Grevisse, Maurice, Le Bon usage (A jó nyelvhasználat). 9. kiadás. Gembloux (Belgium): Duculot. 1969
- (franciául) Jespersen, O. La Philosophie de la grammaire (A grammatika filozófiája). Párizs: Minuit. 1971 (1. kiadás 1924)
- (franciául) Lamy, B. La Rhétorique ou l’Art de parler (Retorika avagy a Beszéd művészete). Brighton: Sussex Reprints. 1969 (első kiadás 1696)
- (franciául) Le Bidois, G. – Le Bidois, R. Syntaxe du français moderne (A mai francia mondattana). Párizs: Picard. 1968 (első kiadás 1935–1938)
- (franciául) Roig-Miranda, M. L’antonomase vue de France et d’Espagne (Az antonomázis Franciaországból és Spanyolországból nézve). Verbum. 1993. 1–3. sz. 119–124. o.
- (franciául) Suhamy, H. Les Figures de style (A szóképek). Párizs: Presses Universitaires de France. 1981
- (franciául) Wagner, R.L. – Pinchon, J. Grammaire du français classique et moderne (A klasszikus és a modern francia grammatikája). Párizs: Hachette. 1962